# Carlos Sáinz
Carlos Alberto Sáinz (13 grudnia 1937) – argentyński piłkarz, prawy obrońca, później stoper. Wzrost 162 cm, waga 62 kg.
Sáinz karierę piłkarską rozpoczął w 1958 roku w klubie Argentinos Juniors Buenos Aires, w którym występował do 1961 roku. W 1962 roku przeszedł do klubu River Plate. Jako piłkarz River Plate był w kadrze reprezentacji podczas finałów mistrzostw świata w 1962 roku, gdzie Argentyna odpadła w fazie grupowej. Sáinz zagrał w dwóch meczach – z Bułgarią i Węgrami.
Sáinz jako gracz River Plate czterokrotnie został wicemistrzem Argentyny – w 1962, 1963, 1965 i 1966.
Razem z River Plate Sáinz zwyciężył w międzynarodowym turnieju Feria de Cali 1965. Rok później razem z River Plate dotarł do finału Copa Libertadores 1966, gdzie jego zespół po trzech meczach uległ urugwajskiemu klubowi CA Peñarol. Następnie dotarł do półfinału Copa Libertadores 1967.
Był w kadrze „40” na finały mistrzostw świata w 1966 roku.
W drużynie River Plate Sáinz grał do 1967 roku, po czym w 1968 przeniósł się do klubu San Lorenzo Mar del Plata, gdzie w 1969 roku zakończył karierę. Nigdy nie wziął udziału w turnieju Copa América.